# Meeting per l'amicizia fra i popoli

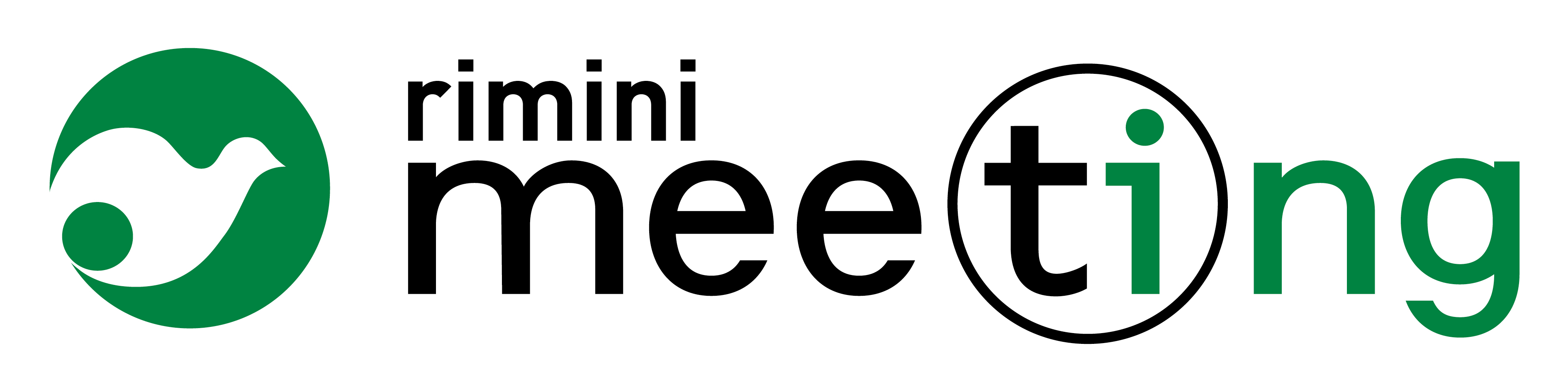
Logo del Meeting

Il Meeting per l'amicizia fra i popoli, comunemente chiamato Meeting di Rimini, è una manifestazione annuale nata nel 1980 come espressione del movimento movimento cattolico di Comunione e Liberazione.
Tra i festival italiani ed internazionali più importanti e seguiti, il Meeting ha registrato oltre 800.000 presenze nell’edizione del 2023. Il Meeting propone una riflessione ed un confronto aperto su temi culturali, religiosi, politici, artistici, attraverso una serie di incontri, dibattiti, mostre, eventi musicali, letterari e sportivi.
Numerose personalità di spicco della cultura, politica, scienza e religione hanno, nel corso degli anni, partecipato alla manifestazione, tra i quali: Sergio Mattarella, Card. Matteo Zuppi, Giorgia Meloni, Giulio Andreotti, Ennio Morricone e numerosi altri.
Il Meeting ha luogo dal 1980 ogni anno, in una settimana della seconda metà di agosto.

## Descrizione
Il Meeting di Rimini si svolge nei padiglioni di Rimini Fiera. È ispirato alla visione del mondo cattolico, frutto dell'iniziativa di persone e gruppi che vivono l'esperienza cristiana attraverso il movimento ecclesiale di Comunione e Liberazione. Alcune persone curano per tutto l'anno la sua preparazione; durante la manifestazione, invece, sono impegnati circa 3000 volontari, in maggioranza studenti universitari, che si occupano dell'organizzazione, dell'allestimento degli stand e delle mostre, dell'accoglienza del pubblico. Nei padiglioni della fiera, oltre che spazi per gli incontri e gli spettacoli, vengono allestiti appositamente durante la settimana anche bar, ristoranti, aree giochi per bambini, aree sportive, e aree gestite dagli sponsor della manifestazione (i principali dell'edizione 2019 sono stati TIM, e-distribuzione, Intesa Sanpaolo, Atlantia, ACI, Fondazione ANIA, ENI e UnipolSai). Fin dal primo anno della manifestazione, il parcheggio, l'ingresso in fiera e la partecipazione a tutti gli eventi (eccetto alcuni degli spettacoli) è sempre stata totalmente gratuita. Il Meeting è stato presieduto dall'avvocato riminese Antonio Smurro fino al 1993 e poi dal 1993 fino al 2020 da Emilia Guarnieri, insegnante. Dal 2020 il presidente della Fondazione Meeting è Bernhard Scholz, consulente di direzione, già presidente della Compagnia delle Opere dal 2008 al 2020, il direttore è Emmanuele Forlani.

## Trasmissione dell'evento in TV e Radio
Una rubrica è stata creata appositamente per l'evento e va in onda su TV 2000 e delle "Pillole" vanno in onda anche su Telepace e il circuito Corallo Sat delle emittenti che ne fanno parte. Una rubrica anche in radio su Radio InBlu (Emittenti facenti parte della Conferenza Episcopale Italiana) e diversi incontri e dibattiti su Radio Radicale. Spesso la Santa Messa che apre la manifestazione va in onda su Rai 1. Nel 2021 hanno condiviso contenuti della manifestazione SkyTg24, Corriere tv, Repubblica tv, Quotidiano nazionale, Tv2000, Telepace.

## Storia
Ogni anno il Meeting è dedicato ad un tema, su cui si sviluppa la riflessione e il confronto di idee.

### Anni 1980
- 1980. La pace e i diritti dell'uomo (23-31 agosto 1980). Dedicato al tema dei diritti dell'uomo, dà ampio spazio alla situazione nell'Unione Sovietica: prendono tra gli altri la parola i dissidenti russi Vladimir Bukovskij e Tatiana Goritcheva. Partecipa anche Giulio Andreotti (che tornerà ogni anno, con una sola eccezione nel 1991[12]).
- 1981. L'Europa dei popoli e delle culture (22-29 agosto 1981). Uno dei relatori è il giornalista Tadeusz Mazowiecki, che nel 1989 sarà premier del primo governo non comunista della Polonia. Partecipano anche Guido Bodrato, Roberto Formigoni (che tornerà con regolare frequenza), Emilio Colombo, Giovanni Spadolini, Vincenzo Scotti.
- 1982. Le risorse dell'uomo (21-29 agosto 1982). Giovanni Paolo II visita il Meeting e vi pronuncia uno tra i più importanti discorsi programmatici del suo pontificato[senza fonte]. Partecipa inoltre ai lavori l'arcivescovo di Ravenna Ersilio Tonini, più tardi nominato cardinale. Interviene pure Julien Ries, studioso di antropologia del sacro ed erede culturale di Mircea Eliade: da allora parteciperà a molte delle successive edizioni dell'incontro riminese.
- 1983. Uomini scimmie robot (21-28 agosto 1983). Intervengono l'arcivescovo di Bologna Enrico Manfredini, il cardinale Camillo Ruini, don Luigi Giussani, fondatore di Comunione e Liberazione (che tornerà nel 1985 e nel 1993). Partecipano anche due intellettuali allora non ancora conosciuti fuori della cerchia degli addetti ai lavori: Nando dalla Chiesa e Massimo Cacciari (il quale parteciperà al Meeting in molte altre occasioni). Fra i politici sono presenti Arnaldo Forlani, Ciriaco De Mita ed Emilio Colombo.
- 1984. America americhe 1984: l'impossibile tolleranza? (25 agosto - 1º settembre 1984). Tra i relatori, Hans Urs von Balthasar, figura di primissimo piano della teologia del Novecento. La grande coreografa americana Martha Graham presenta al Meeting l'unico spettacolo italiano della sua tournée europea. Intervengono i politici Amintore Fanfani, Piero Bassetti, Paolo Emilio Taviani.
- 1985. La bestia Parsifal & Superman (24-31 agosto 1985). Dando la parola al ministro degli Esteri di Bonn, Hans Dietrich Genscher, si richiama l'attenzione sulla decisiva rilevanza delle relazioni italo-tedesche.
- 1986 Tamburi bit messaggi (23-30 agosto 1986). Il cardinale Jean-Marie Lustiger, arcivescovo di Parigi, parla sul tema: "Un fatto è la buona notizia". Fra i politici sono presenti Carlo Ripa di Meana, Boutros Boutros-Ghali, Elias Freij, Vincenzo La Russa, Antonio Gava.
- 1987. Creazione arte economia (22-29 agosto 1987). Mentre l'evento di maggior rilievo è certamente la visita di Madre Teresa di Calcutta, fa anche notizia l'archeologo italo-israeliano Emmanuel Anati che propone per la prima volta ad un grande pubblico le sue tesi su Har Karkom come autentico monte Sinai. Si svolge anche una veglia di preghiera presieduta dal cardinale Léon-Joseph Suenens, già arcivescovo di Malines-Bruxelles, protagonista del Concilio Vaticano II e uno dei più autorevoli membri del movimento Rinnovamento nello Spirito.
- 1988. Cercatori di infinito costruttori di storia (20-27 agosto 1988). Prende la parola lo scrittore Jean Guitton. Va in scena in anteprima mondiale, alla presenza degli autori, l'opera Maximilian Kolbe, musiche di Dominique Probst e libretto di Eugène Ionesco. Fra i politici si segnala la presenza di Gianni De Michelis, Giovanni Spadolini, Claudio Martelli, il verde Alexander Langer.
- 1989. Socrate, Sherlock Holmes, Don Giovanni. Approccio, investigazione e possesso della realtà: nel paradosso (20-27 agosto 1989). Torna il futuro cardinale Ersilio Tonini. Partecipano pure il cardinale Giacomo Biffi e mons. Paul Josef Cordes, allora vicepresidente del Pontificio Consiglio per i Laici. La direzione del settimanale Il Sabato chiama ad un pubblico confronto quelli che definisce i suoi "padri" culturali, Augusto Del Noce e Giovanni Testori.

### Anni 1990
- 1990. L'ammiratore, Einstein, Thomas Becket (25 agosto - 1º settembre 1990). Interviene Lech Wałęsa, da pochi mesi presidente della Polonia. La relazione conclusiva è affidata al cardinale Joseph Ratzinger, futuro Papa Benedetto XVI.
- 1991. Antigone ritornata e il vecchio immigrato, tra gente di palazzo e nuovi distintivi (24-31 agosto 1991). Invitato malgrado resistenze da parte del governo italiano, il Dalai Lama ha la parola nella più grande assemblea che mai in Italia sia stata convocata per ascoltarlo. Suscita grande impressione la testimonianza del cardinale Alexandru Todea, arcivescovo metropolita della Chiesa greco-cattolica rumena. Partecipano anche diversi alti prelati cattolici del Medioriente: il libanese Nasrallah Pierre Sfeir, patriarca di Antiochia dei Maroniti, Lufti Laham, vicario patriarcale di Gerusalemme della Chiesa cattolica greco-melchita, Andrè Bedoglouyan, vicario del patriarca di Cilicia degli Armeni, Sua Beatitudine Rafael I Bidawid, patriarca di Babilonia dei Caldei. Con un intervento di José O'Callaghan, si affaccia inoltre il tema della prova archeologica della storicità dei Vangeli. Fra i politici, partecipano il Presidente della Repubblica Italiana Francesco Cossiga, Fang Lin Zhi, Anatoly Afanasiev, Massimo D'Alema, Marco Boato.
- 1992. Il giallo, il nero, l'indio e il latino in cerca di Americhe (22-29 agosto 1992). Intervengono il cardinale mons. Roger Etchegaray, Ignace de la Potterie, insigne biblista e docente del Pontificio Istituto Biblico di Roma e Guzman Carriquiry, sottosegretario del Pontificio Consiglio per i Laici. Fra i politici, Rosa Russo Iervolino, Ciriaco De Mita, Aldo Brandirali, Walter Veltroni e un ecologista militante allora poco conosciuto, Francesco Rutelli.
- 1993. Accade qualcosa da oriente (21-28 agosto 1993). Gli ospiti che fanno più notizia sono il cancelliere tedesco Helmut Kohl e il presidente della Repubblica Oscar Luigi Scalfaro; Faysal al-Husayni, alto dirigente dell'OLP, lascia trapelare alcune anticipazioni sull'accordo israelo-palestinese che verrà annunciato al mondo qualche giorno dopo. Al Meeting partecipano anche il patriarca latino di Gerusalemme, mons. Michel Sabbah e il vescovo di Tunisi mons. Fouad Twal.
- 1994. E il popolo esiliato continuò il suo cammino (21-27 agosto 1994). Due relazioni, rispettivamente del papirologo José O'Callaghan e dello storico Carsten Peter Thiede, pongono al centro del Meeting la dimostrazione della storicità dei Vangeli e la scoperta dei rotoli di Qumran, mentre il massimo numero di presenze si registra alla conferenza di Margherita Guarducci, archeologa cui si deve il ritrovamento, nella Basilica di San Pietro in Roma, della tomba e delle reliquie attribuite dalla tradizione all'Apostolo. Tra i relatori dell'anno, anche il cardinale Carlo Maria Martini e il vescovo di Torit mons. Paride Taban. Fra i politici presenti: Alfredo Biondi, Irene Pivetti, Tiziana Maiolo, Massimo Cacciari, Francesco D'Onofrio, Antonio Guidi, Clemente Mastella.
- 1995. Mille anni sono come un turno di guardia nella notte (20-26 agosto 1995). Le prospettive dell'economia russa sono presentate al pubblico del Meeting da un ministro del governo di Mosca che pochi conoscono: Anatolij Chubais. Per la prima volta in Italia, è possibile ascoltare di persona Ernst Nolte. Una delle principali relazioni è affidata al cardinale Adrianus Simonis, arcivescovo di Utrecht e primate dei Paesi Bassi. Fra le personalità politiche presenti, si ricordano Susanna Agnelli e Tiziano Treu.
- 1996. Si levò un vento impetuoso da est e, sicuri della loro guida, navigarono sino ai confini della terra (18-24 agosto 1996). Nell'ambito della grande mostra Dalla terra alle genti, vengono tra l'altro esposti per la prima volta al pubblico alcuni famosi frammenti dei papiri di Qumran. Cesare Romiti pronuncia un discorso premonitore di ampio respiro politico. David Rosen, rabbino di Gerusalemme, accetta di confrontarsi sulle prospettive del rapporto interreligioso. Al Meeting prendono la parola anche l'arcivescovo di Vienna Christoph Schönborn, che sarà poi nominato cardinale e Kiko Argüello, uno degli iniziatori del Cammino Neocatecumenale.
- 1997. Lo Starets rispose: "Davvero, tutto è buono e splendido perché tutto è verità" (24-30 agosto 1997). Renato Ruggiero, direttore generale dell'Organizzazione Mondiale del Commercio, indica le linee della futura politica dell'organismo; il cardinale arcivescovo di Sarajevo Vinko Pulić offre un'autorevole testimonianza diretta sul dopoguerra in Bosnia. All'incontro conclusivo partecipa e prende la parola il cardinale Angelo Sodano, Segretario di Stato Vaticano. Tra i politici: Luigi Berlinguer, Domenico Fisichella, Marco Boato, Emma Bonino, Lorenzo Strik Lievers, Lamberto Dini.
- 1998. La vita non è sogno (23-29 agosto 1998). Contro lo sciopero generale per l'occupazione, rivendicato al Meeting da Sergio D'Antoni, si esprime il commissario europeo Mario Monti. Intervengono molti prelati: Diarmuid Martin, segretario del Pontificio Consiglio della Giustizia e della Pace, Jean-Louis Tauran, segretario per i rapporti con gli Stati, Carlo Caffarra, Stanisław Ryłko, Angelo Scola, rettore della Pontificia Università Lateranense, Ennio Antonelli, segretario generale della CEI. Fra i politici, sono presenti Janne Haaland Matlary, Ortensio Zecchino, Pier Luigi Bersani, Livia Turco, Nicola Mancino, i sindaci Gabriele Albertini, Enzo Bianco, Massimo Cacciari, i presidenti di regione Piero Badaloni, Roberto Formigoni, Giancarlo Galan.
- 1999. L'ignoto genera paura, il Mistero genera stupore (22-28 agosto 1999). Il neopresidente algerino Abdelaziz Bouteflika presenta all'opinione pubblica occidentale il suo programma politico; il leader kosovaro Ibrahim Rugova incontra pubblicamente, per la prima volta dopo la guerra, un leader politico serbo; il vicepremier iracheno Tareq Aziz svela la posizione del suo governo a proposito del progettato viaggio del Papa in Iraq. Innocenzo Martinelli, vicario apostolico di Tripoli e Fouad Twal, vescovo di Tunisi, raccontano la presenza della Chiesa cattolica nel mondo arabo; Crescenzio Sepe e Angelo Comastri anticipano le iniziative del Giubileo del 2000; sono presenti inoltre il teologo spagnolo Javier Prades, Lorenzo Albacete, Vicario Episcopale dell'arcidiocesi di New York, Giacomo Tantardini, Luigi Negri, Oreste Benzi, Attilio Nicora, Alessandro Maggiolini, Werenfried van Straaten. Fra i politici, si segnalano Lamberto Dini, Romano Prodi, Giancarlo Galan. Il Meeting organizza inoltre una grande mostra dedicata a Gaetano Previati 1852-1920. Un protagonista del Simbolismo europeo, presso Palazzo Reale a Milano. Notevoli sono gli spettacoli presentati: Ennio Morricone dirige l'Orchestra Internazionale d'Italia in un concerto di musiche per il cinema: tra le soliste, Dulce Pontes; la Compagnia degli Scalpellini presenta La Rocca di T. S. Eliot, per la regia di Franco Palmieri; Krzysztof Zanussi presenta la serie di film televisivi Week end Stories. L'incontro conclusivo, dal titolo 2000 anni di Cristianesimo, vede la partecipazione, tra gli altri, di Mario Luzi.

### Anni 2000
- 2000. 2000 anni, un ideale senza fine (20-26 agosto 2000). Il Meeting segue, per pura coincidenza di date, il Giubileo dei giovani celebrato a Roma da Giovanni Paolo II. Una piccola mostra dedicata al Risorgimento, presentata al Meeting dalla cooperativa Il Cerchio, apre un dibattito sul revisionismo storico che si protrae per mesi, con toni durissimi, sulle prime pagine dei principali giornali italiani. Parla tra gli altri Joseph Zen Ze-Kiun, vescovo ausiliare di Hong Kong. Fra i politici, partecipano Silvio Berlusconi, Romano Prodi, Sergio D'Antoni, Marco Minniti, Alfonso Pecoraro Scanio, Umberto Veronesi, Enzo Ghigo.
- 2001. Tutta la vita chiede l'eternità (19-25 agosto 2001). Il Meeting inizia all'indomani del G8 di Genova. Il ciclo di incontri promosso dalla Compagnia delle Opere "Sopra il G8. Opere alla prova" dà voce a testimoni che da anni lavorano nei Paesi in via di sviluppo: si parla di Sierra Leone, Brasile, Kazakistan, Uganda, Balcani, Kenya, Perù. Sono otto i ministri presenti: Giulio Tremonti, Roberto Castelli, Maurizio Gasparri, Letizia Moratti, Girolamo Sirchia, Roberto Maroni, Rocco Buttiglione, Giuseppe Pisanu. Intervengono inoltre Mario Monti, Livia Turco, Pier Luigi Bersani, Giorgio Guazzaloca.
- 2002. Il sentimento delle cose, la contemplazione della bellezza (18-24 agosto 2002). Il Presidente del Senato Marcello Pera è chiamato a parlare al Meeting del "senso dello Stato". L'arcivescovo di Bombay, Ivan Dias, dà testimonianza sul tema "Bellezza e povertà". Al Meeting intervengono inoltre l'arcivescovo di Lubango Zacarias Kamwenho e il presidente del Pontificio Consiglio per i testi legislativi Julián Herranz Casado. Romano Prodi torna da Presidente della Commissione europea, Silvio Berlusconi da Presidente del Consiglio. Sono sette i ministri presenti: oltre a Letizia Moratti partecipano Girolamo Sirchia, Maurizio Gasparri, Rocco Buttiglione, Giovanni Alemanno, Antonio Marzano, Altero Matteoli. Il Meeting organizza inoltre una grande mostra dal titolo Il Trecento Adriatico. Paolo Veneziano e la pittura tra Oriente e Occidente, a cura di Francesca Flores D'Arcais.
- 2003. C'è un uomo che vuole la vita e desidera giorni felici? (24-30 agosto 2003). Il Meeting si trasferisce dal Palacongressi al nuovo quartiere fieristico di Rimini. Il bilancio dell'edizione 2003 tocca il tetto delle 700.000 presenze. Inaugura l'edizione il Presidente della Camera Pier Ferdinando Casini. Al riformismo sono dedicati due faccia a faccia molto attesi: quello tra Massimo D'Alema e Gianfranco Fini e quello tra Piero Fassino e Roberto Formigoni. Un'attenzione particolare alle emergenze internazionali negli incontri con il ministro degli Esteri Franco Frattini, il presidente del Parlamento Europeo Pat Cox, il ministro dell'Interno Giuseppe Pisanu, il Direttore Generale della FAO Jacques Diouf, il vicepresidente dell'Uganda Gilbert Bukenya. In occasione dei 25 anni di pontificato di Giovanni Paolo II, Stanisław Ryłko, Segretario del Pontificio Consiglio per i Laici, rende omaggio al Papa. Al Meeting intervengono inoltre Juan Luis Cipriani Thorne, arcivescovo di Lima, e Luciano Paulo Guerra, Rettore del Santuario di Fátima. Infine, La Sistina e Michelangelo. Storia e fortuna di un capolavoro è il titolo della mostra che il Meeting organizza in collaborazione con i Musei Vaticani. Da responsabile economico dei Ds Pier Luigi Bersani dichiara: "Se vuole rifondarsi, la sinistra deve partire dal retroterra di Cl. Solo l'ideale lanciato da Cl negli anni Settanta è rimasto vivo, perché è quello più vicino alla base popolare".[13]
- 2004. Il nostro progresso non consiste nel presumere di essere arrivati, ma nel tendere continuamente alla meta (22-28 agosto 2004). Di grande peso gli incontri internazionali: da quello tra i ministri degli Esteri di Israele e OLP, Silvan Shalom e Nebeel Shaat, insieme al ministro italiano Franco Frattini, a quello dedicato all'Africa, con Samson Lukare Kwaje, portavoce del Movimento di liberazione del Sudan, Ahmed Abdel Rahman Mohmed, rappresentante del governo del Sudan, e John Baptist Odama, arcivescovo di Gulu. Tra i politici si segnalano Gabriele Albertini, Pier Luigi Bersani, Marco Follini, Enrico Letta, Ermete Realacci, Walter Veltroni, Luca Volontè. Hanno partecipato inoltre a quest'edizione: Paola Bignardi, presidente di Azione Cattolica; e gli ex terroristi neri Francesca Mambro e Giusva Fioravanti e la ex brigatista Nadia Mantovani, suscitando forti critiche da parte del segretario dell'Associazione dei parenti delle vittime della Strage di Bologna[14], ma rappresentando un incontro unico con il confronto diretto tra terroristi "rossi" e "neri".
- 2005. La libertà è il bene più grande che i cieli abbiano donato agli uomini (21-27 agosto 2005). Il primo Meeting senza don Luigi Giussani, scomparso il 22 febbraio, vede l'intervento del successore, Julián Carrón. Il dibattito sul riformismo vede protagonisti Roberto Formigoni e Francesco Rutelli. Intervengono inoltre Marcello Pera, Giuliano Ferrara, Giorgio Israel, Magdi Allam, Ernesto Galli della Loggia, Eugenia Roccella. Si confrontano i ministri degli esteri di Afghanistan e Iraq, Abdullah Abdullah e Hoshyar Al Zebari, con il ministro italiano Gianfranco Fini. A questa edizione partecipa inoltre lo scrittore Eugenio Corti. Fra gli altri politici si distinguono José María Aznar, Giuseppe Pisanu, e Giulio Tremonti. Non manca un omaggio a Giovanni Paolo II, nella commossa testimonianza di Mario Agnes, direttore dell'Osservatore Romano. La grande mostra realizzata in concomitanza al Meeting è dedicata a Costantino il Grande. La civiltà antica al bivio tra Occidente e Oriente. Il discorso di Marcello Pera che ha invitato l'Europa a difendersi dal cosiddetto meticciato ha suscitato forti critiche, tra cui quella di Gad Lerner che, in un articolo su Repubblica, si è dichiarato fiero di essere un "meticcio". Gli stessi organizzatori del Meeting, al riguardo, hanno espresso chiari distinguo rispetto alla posizione affermata da Pera[senza fonte].
- 2006 La ragione è esigenza di infinito e culmina nel sospiro e nel presentimento che questo infinito si manifesti (20-26 agosto 2006). Le principali personalità che hanno preso parte a questa edizione sono state: Franco Marini, Gabriele Amorth, Luigi Negri, Marcello Pera, Christoph Schönborn, Giuseppe Pisanu, Francesco Rutelli, Javier Martínez, Lorenzo Albacete, Giulio Andreotti, Clemente Mastella, Magdi Allam, Roberto Formigoni, Guglielmo Epifani, Raffaele Bonanni, Mario Mauro, Tiziano Treu, Pier Luigi Bersani, Silvio Berlusconi, Luca Cordero di Montezemolo, Salvatore Cuffaro. Il cantautore cattolico Claudio Chieffo, malato di tumore, ha tenuto il suo ultimo concerto, dedicandolo a Luigi Giussani come Concerto per un amico.
- 2007 La verità è il destino per il quale siamo stati fatti (19-25 agosto 2007). Il Meeting si era appena aperto, quando arrivò la notizia della morte di Claudio Chieffo. Hanno partecipato, tra gli altri, Oreste Benzi, Pier Luigi Bersani, Tarcisio Bertone, Enrico Bombieri, Vannino Chiti, Ján Figeľ, Rino Fisichella, Sari Nusseibeh, Corrado Passera, Hans-Gert Poettering, Alessandro Profumo, Roger Scruton, George Smoot, Robert Spaemann, P. Ronald Spogli, Giulio Tremonti, Francesco Ventorino.
- 2008 O protagonisti, o nessuno (24-30 agosto 2008). Numerose le partecipazioni di esponenti politici tra cui: Sandro Bondi, Maurizio Sacconi, Franco Frattini, Gianni Alemanno, Roberto Formigoni, Maurizio Lupi, Mariastella Gelmini, Roberto Calderoli, Maurizio Gasparri, Enrico Letta, Luca Volontè, Pier Luigi Bersani, Letizia Moratti ed Eugenia Roccella; gran parte di questi sono intervenuti sul tema della sussidiarietà. Tra i giornalisti: Mario Giordano, Antonio Polito, Giampaolo Pansa, Magdi Cristiano Allam e Mauro Mazza. Altri importanti personaggi intervenuti sul tema O protagonisti, o nessuno sono stati Marco Bersanelli e Mons. Rino Fisichella. Particolare spazio in questa edizione del meeting di Rimini, hanno avuto le mostre, le più importanti sono state: Libertà va cercando, ch' è sì cara. Vigilando redimere in cui è intervenuto Angelino Alfano, “Non muoio neanche se mi ammazzano”. L'avventura umana di Giovannino Guareschi e Vivere senza menzogna. Solženicyn.
- 2009 La conoscenza è sempre un avvenimento (23-29 agosto 2009). Dedicato al tema del sottomettere la ragione all'esperienza. Sono intervenuti Julián Carrón, padre Aldo Trento, Mary Ann Glendon, Rémi Brague, Fabrice Hadjadj, Giampaolo Pansa, John Mather, Charles Townes, Yves Coppens, Tony Blair, Renato Schifani, Mario Draghi, Giulio Tremonti, Angelino Alfano, Maurizio Sacconi, Claudio Scajola, Mara Carfagna, Mariastella Gelmini, Roberto Calderoli, Luca Zaia, Pier Luigi Bersani, Enrico Letta, Corrado Passera, James Murdoch, Fabio Conti, Raffaele Bonanni, Antonio María Rouco Varela, Carlo Caffarra. Tra le mostre ha avuto particolare rilievo quella dedicata all'attività scientifica di Galileo Galilei, in occasione dei quattrocento anni dalla scoperta dei satelliti medicei, dal titolo Cose mai viste. Galileo, fascino e travaglio di un nuovo sguardo sul mondo, curata dall'Associazione Euresis, visitata in una settimana da circa 20.000 persone.

### Anni 2010
- 2010 Quella natura che ci spinge a desiderare cose grandi è il cuore (22-28 agosto 2010). Sono intervenuti, tra gli altri, Giancarlo Cesana, Angelo Scola, Eugenia Roccella, Pietro Barcellona, Raffaele Bonanni, Péter Erdő, Giampaolo Pansa, José Barroso, Mary McAleese, Sergio Marchionne, Edward Nelson, Fabrice Hadjadj, Francesco Rutelli, Franco Gallo. Nel suo intervento[15], il patriarca Scola ha sottolineato che la testimonianza si manifesta nell'osservanza religiosa, polemizzando con i "moralisti" che ne abuserebbero. Ciò, secondo il commento critico di Gad Lerner, porterebbe ad una "strana indulgenza ciellina per i malfattori, contrapposta alla severità con cui additano i moralisti"[16]
- 2011 E l'esistenza diventa una immensa certezza (21-27 agosto 2011). Aperto con un discorso del Presidente della Repubblica Italiana, l'ex comunista Giorgio Napolitano, il tema del Meeting è stato sviluppato dal filosofo Costantino Esposito sulla contrapposizione fra l'incertezza, condizione diffusa del nostro tempo, ed il cristianesimo che rende certa l'esistenza. Sono intervenuti tra gli altri: Roberto Formigoni, Giancarlo Cesana, Alberto Savorana, Bernhard Scholz, Fabrice Hadjadj, Angelino Alfano, Giulio Tremonti, Franco Frattini, Mario Mauro, Gianni Alemanno, Roberto Calderoli, Roberto Maroni, Maurizio Lupi, Altero Matteoli, Maurizio Sacconi, Antonio Tajani, Paolo Romano, Giuliano Amato, Enrico Letta, Piero Fassino, Michele Vietti, Raffaele Bonanni, Corrado Passera, John Elkann, José Miguel García, Pierbattista Pizzaballa, Giorgio Vittadini, Lorenzo Ornaghi.
- 2012 La natura dell'uomo è rapporto con l'infinito (19-25 agosto 2012). Il Meeting si è aperto con l'intervento del Presidente del Consiglio, Mario Monti[17].
- 2013 Emergenza uomo (18-24 agosto 2013). Il Meeting si è aperto con l'intervento del Presidente del Consiglio, Enrico Letta.
- 2014 Verso le periferie del mondo e dell'esistenza. Il destino non ha lasciato solo l'uomo (24-30 agosto 2014). Tra gli ospiti: Mons. Pierbattista Pizzaballa, Giorgio Buccellati, Joseph H.H. Weiler, Mons. Silvano Maria Tomasi, Stefania Giannini, Mons. Javier Echevarrìa Rodriguez, Luciano Violante, Card. Gualtiero Bassetti.
- 2015 Di che è mancanza questa mancanza, cuore, che ad un tratto ne sei pieno? (20-26 agosto 2015). Partecipa il Presidente del Consiglio, Matteo Renzi.
- 2016 Tu sei un bene per me (19-25 agosto 2016). All'incontro inaugurale è intervenuto il Presidente della Repubblica, Sergio Mattarella.
- 2017 Quello che tu erediti dai tuoi padri, riguadagnatelo, per possederlo (18-24 agosto 2017). Ha partecipato il Presidente del Consiglio, Paolo Gentiloni, intervenendo all'incontro inaugurale. Sono inoltre stati ospiti, fra gli altri: fra Francesco Patton, Custode di Terrasanta, Luciano Violante, Mons. Filippo Santoro,  Mons. Pierbattista Pizzaballa, Sabino Cassese, il Card. Pietro Parolin, i ministri Angelino Alfano e Giuliano Poletti, il segretario della NATO Jens Stoltenberg ed i governatori regionali Bonaccini, Maroni, Toti e Rossi.
- 2018 Le forze che muovono la storia sono le stesse che rendono l'uomo felice (19-25 agosto 2018). Il tema è la felicità dell'uomo, in eventi come il Sessantotto, di cui ricorre il cinquantenario. Sono stati ospiti il presidente dell'Europarlamento Antonio Tajani, i ministri Marco Bussetti ed Enzo Moavero Milanesi, il sottosegretario alla Presidenza Giancarlo Giorgetti. Presenti anche Graziano Delrio, Mariastella Gelmini, Roberto Speranza, Maurizio Lupi, Fabio Rampelli, Luciano Violante, Carlo Cottarelli, Giovanni Legnini, Gianni Letta, Michele Uva, Sabino Cassese, Vincenzo Boccia, Romano Prodi, Dario Nardella, Giovanni Malagò ed i governatori regionali Attilio Fontana, Ugo Rossi, Giovanni Toti, Nello Musumeci, Stefano Bonaccini. I vescovi Francesco Lambiasi (Rimini), Christophe Pierre,   Angelo Scola (emerito di Milano) ed il presidente di CL Julian Carron.
- 2019 Nacque il tuo nome da ciò che fissavi (18-24 agosto 2019). Il tema è l'identità dell'uomo. Sono stati ospiti 625 relatori, fra cui il presidente del Senato Maria Elisabetta Alberti Casellati, i ministri Marco Bussetti, Giovanni Tria e Enzo Moavero Milanesi, il sottosegretario alla presidenza Giancarlo Giorgetti, il presidente del Parlamento Europeo David Sassoli, i vescovi Francesco Lambiasi di Rimini, Gualtiero Bassetti, presidente della CEI, i presidenti di regioni Stefano Bonaccini, Massimiliano Fedriga, Attillio Fontana, Maurizio Fugati, Nello Musumeci e Giovanni Toti, Marta Cartabia, Luciano Violante, Tony Vaccaro, Nando Sanvito, Beppe Bergomi, Javier Zanetti, Luca Doninelli, Massimo Bernardini, Marco Bersanelli, Davide Rondoni, Alessandro Banfi, Arrigo Sacchi, Alex Schwazer, Enrico Letta, Franco Nembrini, Gabriele Dell'Otto, Edoardo Bennato, Gioele Dix, Stefano Boeri, Giuseppe Sala, Stefano Zamagni, Ermete Realacci, Francesca Schiavone, Valentina Vezzali, Graziano Delrio, Mariastella Gelmini, Roberto Speranza, Maurizio Lupi, Gabriele Toccafondi, Antonio Polito, Luigi Ballerini, Paolo Nespoli, Roberto Battiston.

### Anni 2020
- 2020 Privi di meraviglia, restiamo sordi al sublime (18-23 agosto 2020). All'incontro inaugurale ha partecipato Mario Draghi, le cui parole sono state ampiamente riprese da quotidiani e televisioni. Importanti esponenti dei principali partiti politici italiani hanno partecipato a un confronto tenuto dal direttore di Sky TG24 Giuseppe De Bellis: Maria Elena Boschi, Graziano Delrio, Luigi Di Maio, Giorgia Meloni, Matteo Salvini, Roberto Speranza e Antonio Tajani. Due ulteriori convegni hanno visto confrontarsi i presidenti di regione Stefano Bonaccini, Michele Emiliano, Massimiliano Fedriga, Attilio Fontana, Maurizio Fugatti, Nello Musumeci, Jole Santelli, Giovanni Toti e Luca Zaia. L'incontro dedicato al titolo della manifestazione, legato al tema della libertà, è stato tenuto da Joseph Weiler, professore universitario di diritto alla NYU e ad Harvard. Massimo Bernardini ha curato un appuntamento giornaliero dedicato alla ripresa economica post-covid, con ospite fisso Giorgio Vittadini. Un confronto sul tema del nichilismo ha visto partecipare Eugenio Borgna e Umberto Galimberti. Tra gli altri relatori, hanno partecipato Luca Argentero, Scott Gilbert, il presidente dell'ISTAT Gian Carlo Blangiardo, Patrick J. Deneen, Luciano Violante, Theo Boer, Luciano Floridi, Ferruccio De Bortoli, Mariastella Gelmini, Maurizio Lupi, Giancarlo Giorgetti, Simona Malpezzi, Sara Gama, Domenico Arcuri, il commissario europeo per gli affari economici Paolo Gentiloni, Paola De Micheli, David Sassoli, Luciano Fontana, Walter Ricciardi, Angelino Alfano, il giudice emerito della Corte Costituzionale Sabino Cassese, la viceministra dell'istruzione Anna Ascani. Tra gli spettacoli, un monologo teatrale tratto da Il sogno di un uomo ridicolo di Dostoevskij, un evento con Brunori Sas e Malika Ayane dedicato a Francesco Guccini, due sonate di Beethoven per pianoforte, un evento dedicato al centenario di Federico Fellini con Giuseppe Tornatore, Sergio Rubini, Nicola Piovani, Carlo Verdone e altri; lo spettacolo conclusivo, tenuto in collegamento con alcune grandi piazze italiane, è stato condotto da Gioele Dix, con la partecipazione di Giacomo Poretti, Edoardo Bennato e altri. La manifestazione si è svolta in modalità blended, con poche centinaia di persone presenti a Rimini e la maggior parte collegata da teatri e piazze di tutta Italia ed Europa, a causa della pandemia in corso.
- 2021 Il coraggio di dire io (20-25 agosto 2021). È l’anno del ritorno in fiera, ma ancora in regime COVID-19: l’accesso alla manifestazione si attua attraverso l’app “Meeting Rimini” in cui vanno inseriti i dati personali, compreso il Green Pass. Al centro dell’edizione, l’orizzonte di una ripartenza possibile e sostenibile e l’invito all’assunzione di responsabilità personale di fronte alle sfide del tempo presente. Più di 70 incontri vengono trasmessi in forma digitale e televisiva con traduzione diretta in inglese e spagnolo. “Vivere senza paura nell’età dell’incertezza” è il titolo di una mostra e di un incontro che mettono al centro il dialogo tra Charles Taylor, Rowan Williams e Julián Carrón. Altre mostre mettono in evidenza l’attualità dell’opera di Pier Paolo Pasolini, l’impatto delle serie tv sulla vita personale e sociale. Edith Bruck, Elisa Fuksas, Susanna Tamaro, Eraldo Affinati, Carmen Pellegrino, Gian Mario Villalta, Paolo Benanti, Pupi Avati, Fabio Volo, Luca Doninelli, Alessandro Baricco, Sergio Givone, Jean-Paul Fitoussi sono alcuni protagonisti del mondo della cultura intervenuti in presenza o in collegamento. Sui temi scientifici si registra la presenza di Andrea Moro, Marcello Massimini, Juan José Gómez Cadenas e sul tema dei buchi neri supermassivi del premio Nobel per la Fisica 2020 Reinhard Genzel. Si approfondiscono i temi del lavoro con il talk quotidiano “Il lavoro che verrà”, a cura della Fondazione per la Sussidiarietà, e poi la sostenibilità ambientale e sociale dell’economia, il Pnrr e la riforma dei sistemi sanitari, le nuove tecnologie, la mobilità e le nuove fonte di energia. Sulla Fratres Omnes (Fratelli tutti) intervengono Damir Mukhetdinov, David Rosen, Louis Raphaël I Sako, Matteo Maria Zuppi. Un intero padiglione della fiera è dedicato alla cooperazione internazionale, a cura del Ministero degli affari esteri e della cooperazione internazionale. Sul futuro della democrazia parlano Luciano Violante, Joseph Weiler e Sabino Cassese. In questo contesto si colloca un incontro con Giuseppe Conte, Enrico Letta, Maurizio Lupi, Giorgia Meloni, Ettore Rosato, Matteo Salvini, Antonio Tajani. Gli spettacoli vedono presenti Uto Ughi, Federico Mecozzi, Marco Martinelli, Maurizio Donadoni e Paolo Cevoli, mentre la prima edizione del Meeting Music Contest, realizzato in collaborazione con il Meeting delle etichette indipendenti, vede la partecipazione di 137 giovani musicisti e band.
- 2022 Una passione per l'uomo (20-25 agosto 2022).
- 2023 L'esistenza umana è un'amicizia inesauribile (20-25 agosto 2023). Il titolo è una frase di don Luigi Giussani, scritta in un testo sullo Spirito Santo apparso a cavallo degli anni cinquanta e sessanta[18].
- 2024 Se non siamo alla ricerca dell’essenziale, allora cosa cerchiamo? (20-25 agosto 2024).

## Provvedimenti giudiziari
Nel dicembre 2012, nell'ambito di un'indagine della procura di Rimini riguardante CL e nello specifico il Meeting, vengono sequestrati immobili e conti bancari per oltre un milione di euro. La Fondazione, secondo l'accusa, avrebbe sfruttato rapporti commerciali con società controllate dalla Compagnia delle Opere (CdO) di Milano per regolare il proprio bilancio e far emergere delle perdite. Così nel 2009 e 2010, a richiesta giustificata, si faceva versare contributi pubblici dalla regione Emilia-Romagna, dall'agenzia marketing turistico della riviera di Rimini, dalla sua Camera di commercio e dal Ministero dei beni ed attività culturali per 310 000 euro, cifra che va moltiplicata per i tre indagati (amministratore, direttore generale e responsabile amministrativo) e la fondazione stessa.
Nel gennaio 2013 la procura di Rimini dispone il dissequestro di una palazzina ma viene confermato il sequestro di 310 000 euro.
A marzo 2014 la fondazione rende all'Agenzia di marketing turistico della riviera di Rimini e alla Regione Emilia-Romagna i fondi che secondo i pm sono stati ricevuti irregolarmente nel 2009 e 2010.
A marzo 2016 gli imputati vengono assolti in primo grado perché il fatto non sussiste.